# 2036
سنة 2036 م هي سنة كبيسة تبدأ يوم الثلاثاء حسب التقويم الغريغوري.

## في الخيال
- في لعبة كاسلفينيا داون أوف سوروف يتم إحياء دراكولا في هذه السنة.